# Orthobellus lauracearum
Orthobellus lauracearum är en svampart som först beskrevs av Bat. & T. Herrera, och fick sitt nu gällande namn av Cavalc. & A.A. Silva 1973. Orthobellus lauracearum ingår i släktet Orthobellus och familjen Schizothyriaceae.   Inga underarter finns listade i Catalogue of Life.